# Andreas Pröve

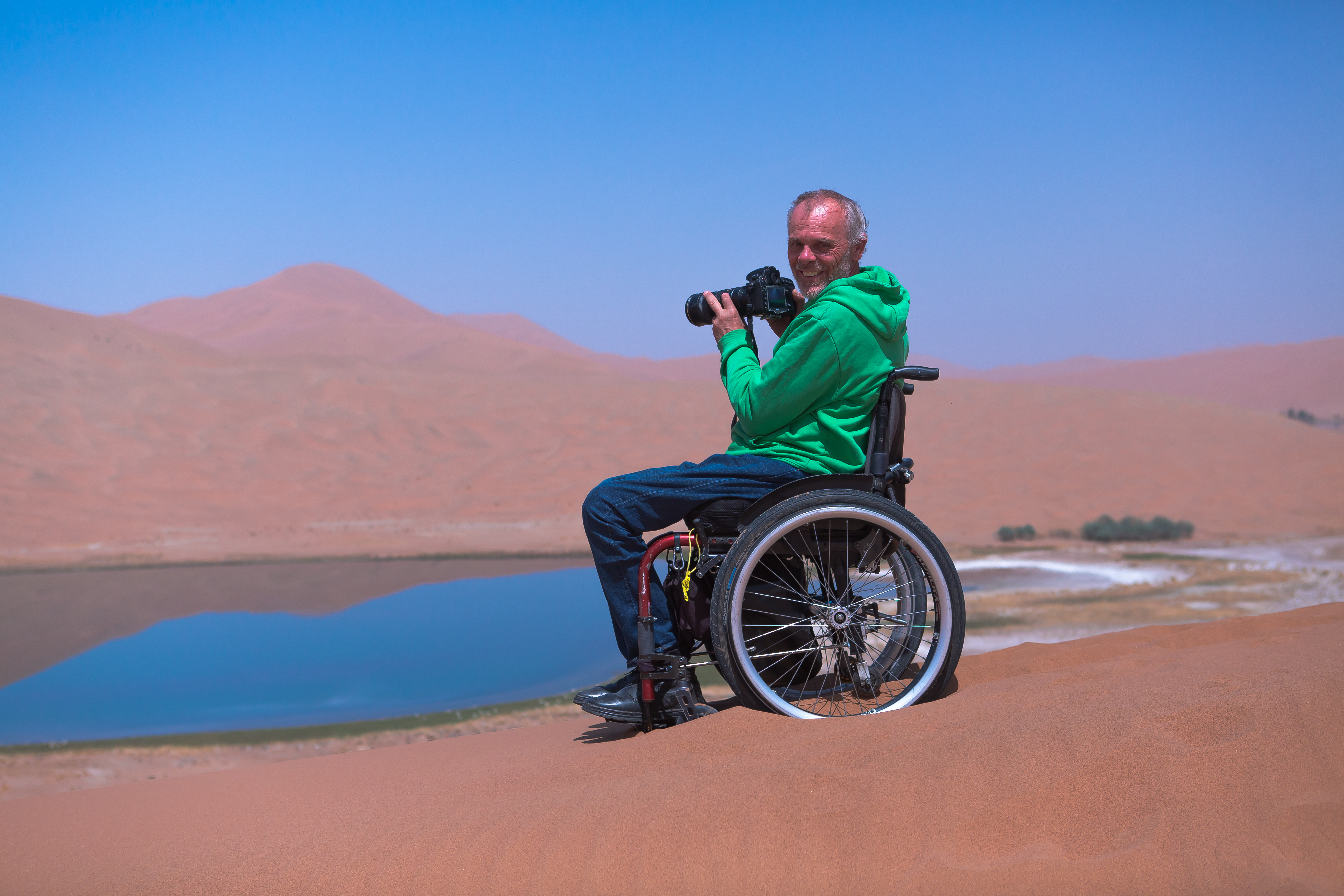
Andreas Pröve 2017 in der Badai-Jaran-Wüste China

Andreas Pröve (* 14. November 1957 in Celle) ist ein deutscher Fotojournalist und Buchautor.

## Leben
Pröve, gelernter Tischler und Technischer Zeichner im Maschinenbau, wuchs im niedersächsischen Dorf Wathlingen auf. Am 17. April 1981 erlitt er bei einem Motorradunfall eine Querschnittlähmung und ist seitdem auf einen Rollstuhl angewiesen. 1983 unternahm er seine erste ausgedehnte Reise im Rollstuhl durch Indien und Sri Lanka, worüber er in Vorträgen und Zeitungsartikeln berichtete. Zwischen 1984 und 1992 führten ihn weitere Reisen nach Indien, Pakistan, Nepal, Burma, Thailand, Indonesien, Malaysia, auf die Philippinen, nach Hongkong und China. 1986 fuhr er mit der Transsibirischen Eisenbahn von Peking nach Moskau und weiter nach Berlin. Er reiste in dieser Zeit durch Mittelamerika und auf die Insel Madagaskar. Seine Vorträge, die er überwiegend in Schwerpunktkliniken und Rehakliniken für Rückenmarkverletzte zeigte, leisteten einen bedeutenden Beitrag zur Rehabilitation der frischverletzten Patienten. Damit wurde er zu einem Wegbereiter für individuelle Rollstuhlreisen.
1993 bekam er von der Produktionsfirma Schröder AV den Auftrag, für die Kinderhilfsorganisation terre des hommes eine Recherchereise zum Thema Kinderarbeit in der indischen Teppichindustrie und in Steinbrüchen sowie zur sozialen Lage indischer Ureinwohner, den Adivasi, zu unternehmen. Die daraus entstandene Multivision zeigte er live in großen deutschen Städten. Im Haus der Kulturen der Welt in Berlin war seine Präsentation zwei Mal ausverkauft. 1994 erhielt er einen Folgeauftrag zum Thema AIDS-Ausbreitung in Thailand, in dem der Sextourismus in das asiatische Land angeprangert wurde. Auch mit dieser Multivision tourte er durch Deutschland, um über die Zusammenhänge zwischen Tourismus, AIDS-Ausbreitung und Prostitution aufzuklären.
1998 startete er bei Kalkutta und folgte dem Ganges im Rollstuhl bis zu seiner Quelle. Nach mehreren Reisen durch Syrien, Jordanien und Iran unternahm er 2010 sein nächstes Flussprojekt, „Abenteuer Mekong“. In drei Etappen erreichte er nach über 5000 Kilometern das Quellgebiet des Mekong im tibetischen Hochland. 2014 reiste er drei weitere Male nach Myanmar, bis er 2017 sein nach eigenen Angaben schwierigstes Projekt begann: „Explore Jangtse“. Im März 2018 erreichte er als erster Rollstuhlfahrer die Quelle des Jangtsekiang im tibetischen Hochland.

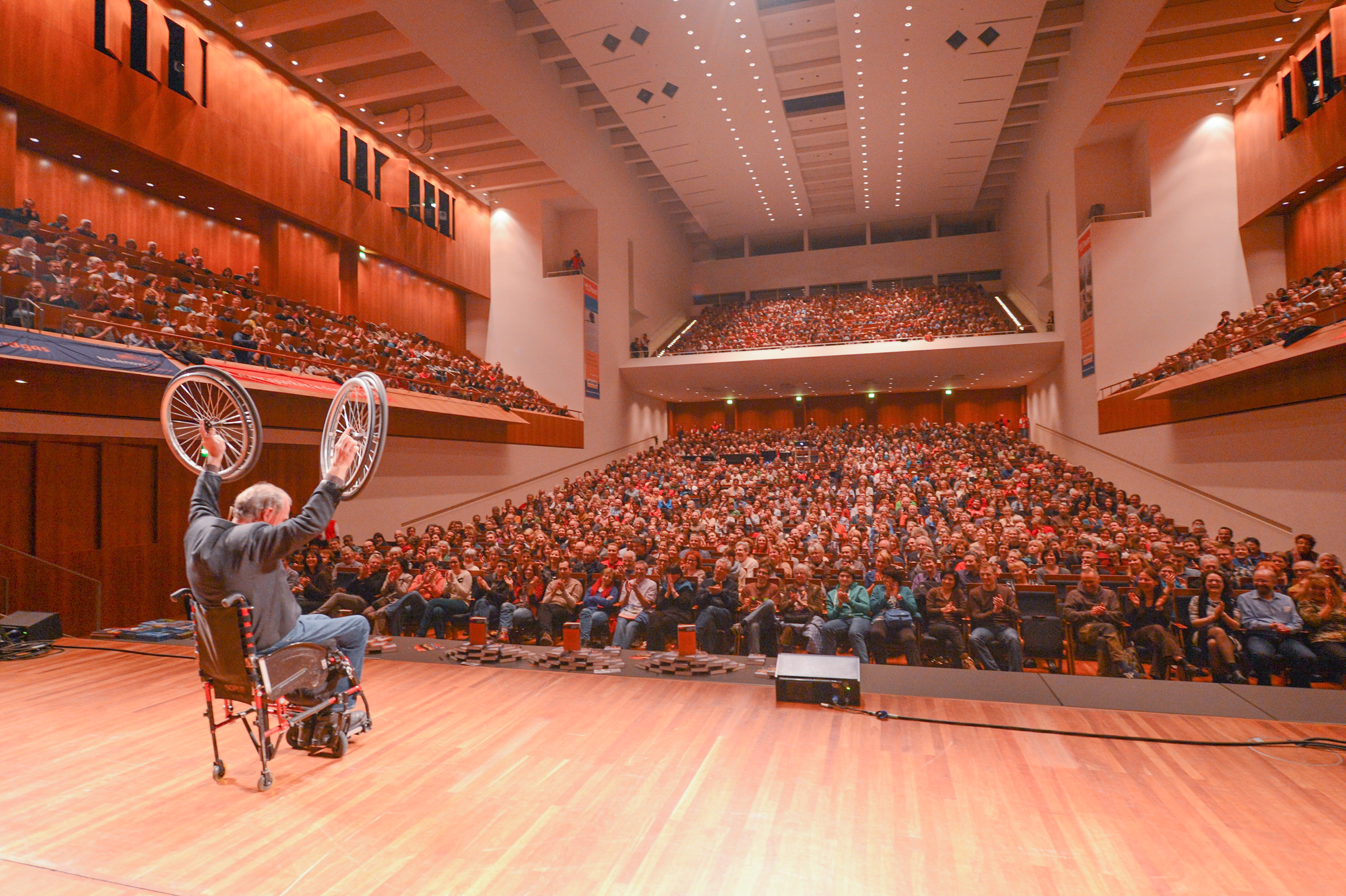
Andreas Pröve während eines Auftritts bei der Mundologia im Konzerthaus Freiburg

Zwischen 1983 und 2021 absolvierte Pröve über 2300 Live-Auftritte und 29 Fernsehinterviews. Er schrieb fünf Bücher und zahlreiche Zeitungsartikel.

## Bücher
- Mein Traum von Indien. Im Rollstuhl von Kalkutta bis zur Quelle des Ganges. Mit einem Vorwort von Rüdiger Nehberg, Piper, München 2003, ISBN 3-89029-260-7.[1]
- Meine orientalische Reise. Auf den Spuren der Beduinen durch Syrien, Jordanien und Persien. Piper, München 2005, ISBN 3-89029-294-1.[2]
- Erleuchtung gibt's im nächsten Leben. Eine verrückte Reise durch Indien. Mit einem Vorwort von Andreas Altmann, Piper, München 2010, ISBN 978-3-89029-761-3.[3]
- Abenteuer Mekong. 5700 Kilometer von Vietnam bis ins Hochland von Tibet. Piper, München 2013, ISBN 978-3-89029-423-0.[4]
- Gegen den Strom. Mit dem Rolli durch China 6000 km den Jangtse entlang. National Geographic, München 2019, ISBN 978-3-86690-704-1.[5]

## Auszeichnungen
- 2015: „Abenteuer Mekong“ wird in Bern vor 1000 Zuschauern zum „Best of Explora“ gekürt.
- 2010: Verleihung des Prädikates „Globevision“ für die Multivision „Indien – von Küste zu Küste“.
- 2008: Verleihung des mit 5000 Euro dotierten Frankfurter Weitsicht-Preises.
- 2007: Erster Preis bei der Long distance Biker Convention auf der Internationalen Biker Messe Köln.
- 1997: 2. Platz bei „Menschen 97“ City Award Celle.
- 1996: Verleihung der Ehrenbürgerschaft der Gemeinde Wathlingen.
- 1995: Verleihung des mit 5000 DM dotierten Preises „Globetrotter des Jahres“.